# Йонас Басанавічюс
Йонас Басанавічюс (лит. Jonas Basanavičius, пол. Jan Basanowicz, 23 листопада 1851, Ожкабаляй, Маріямпольський повіт, Августівська губернія, Російська імперія (нині Вилкавишкський район, Маріямпольський повіт, Литва) — 16 лютого 1927, Вільнюс, Литва) — литовський історик, фольклорист, публіцист, громадський діяч; патріарх литовського національного відродження.

## Життєпис
Навчався в гімназії в Маріямполе (1866-1873) спочатку на історико-філологічному, потім медичному факультеті Московського університету.
У 1879-1882 служив лікарем та завідувачем лікарні в Лом Паланку (Болгарія).
У 1882-1884 удосконалювався в Празі та Відні. Став засновником, був редактором та одним з активних співробітників першої литовської суспільно-літературної газети «Аушра» («Aušra» — «Зоря»).
У 1884-1905 працював в лікарнях Варни та інших міст Болгарії. Брав участь у діяльності Болгарської демократичної партії.
У 1905 влаштувався у Вільнюсі. За його ініціативою скликаний з'їзд литовців у Вільнюсі (Великий Вільнюський сейм) 21-22 листопада (4-5 грудня) 1905, на засіданнях якого Басанавічюс головував. За його ініціативою засновано Литовське наукове товариство (1907), головою якого залишався до смерті. Був редактором видання товариства «лит. Lietuvių tauta» («Литовський народ»).
16 лютого 1918 підписав Акт про незалежність Литви.

## Смерть
Помер у Вільнюсі та похований на кладовищі Росса (Расу). Через значення Басанавічюса в історії литовського національного відродження та збіги дати смерті з днем відновлення литовської державності (16 лютого 1918) в радянські роки біля могили в річницю смерті і дні поминання покійних демонстративно шанувала його пам'ять, чим відзначалася заборонена дата 16 лютого.

## Наукова та публіцистична діяльність
У пресі з 1885. Публікував праці та статті з історії литовців, з археології, етнографії, історії культури, окремих розділів мовознавства, по литовському фольклору. Видавав матеріали до життєписів литовських письменників, їхні спогади, епістолярну спадщину, а також збірки литовського фольклору.
Співпрацював у багатьох литовських періодичних виданнях («Вільняус жініос», «Вільтіс» та ін.), також у болгарських газетах та литовській газеті польською мовою «Litwa», в російських та німецьких наукових виданнях. Користувався псевдонімами та криптонімами A. B., Bassianis, Birsztonas, J. Sapalius та ін.
Був членом Болгарської академії наук (болг. Българско книжовно дружество) до 1911.

### Вибрані праці
- Apie senovės Lietuvos pylis. — Tilžė, 1891.
- Etnologiškos smulkmenos. — Tilžė, 1893.
- Lietuviszkai-trakiszkos studijos. — šenandoras, 1898.
- Apie trakų prygų tautystę ir jų atsikėlimą Lietuvon. — Vilnius, 1921.
- Iš Trakų ir lietuvių mytologijos smulkmenos. — Vilnius, 1921.
- Rinktiniai raštai («Вибрані твори»). — Vilnius: Vaga, 1970.

## Пам'ять
Іменем Басанавічюса названі вулиці у містах Литви та вулиця «Д-р Іван Басановіч» у Варні. Зображений на банкноті номіналом в 50 литів, а також на срібній монеті номіналом 5 лит, випущеної в 1936.

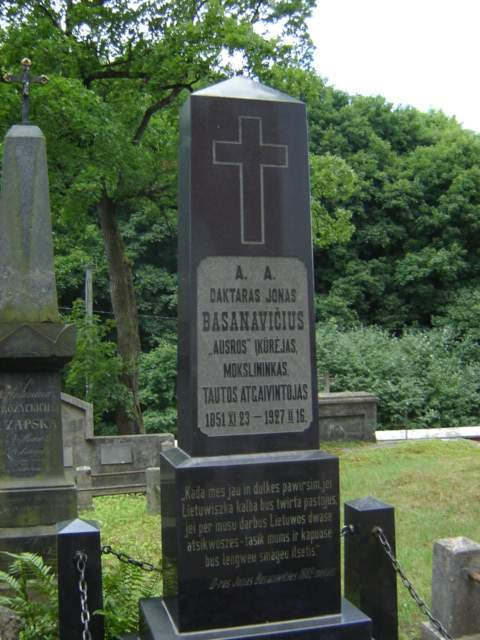
Надгробок на кладовищі Росса
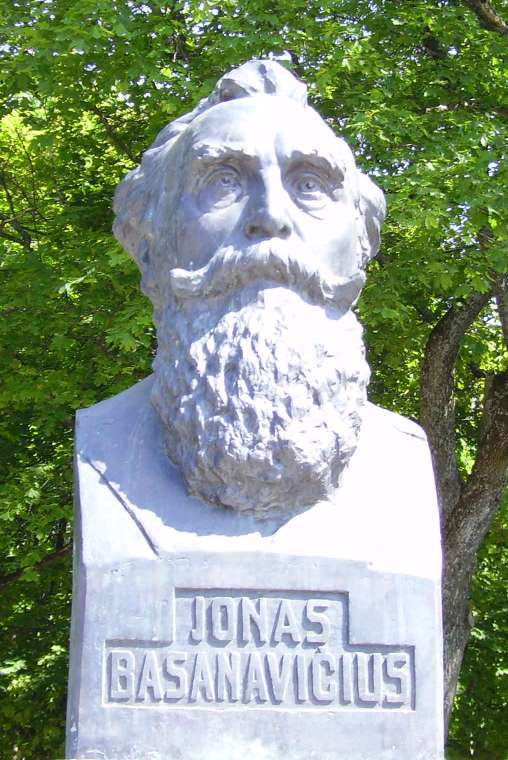
Бюст в Паланзі
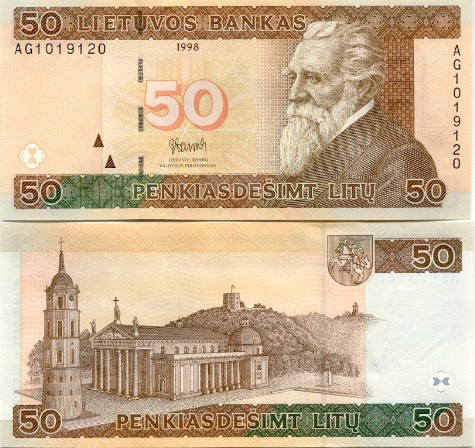
50 литів
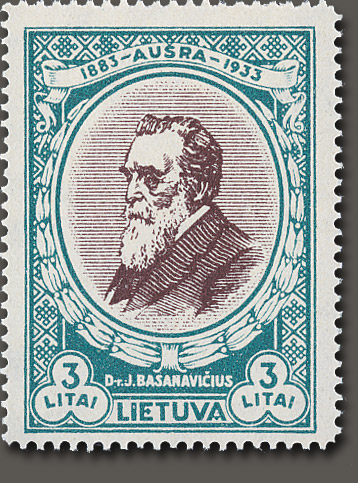
Поштова марка Литви